# Acabaria valdiviae
Acabaria valdiviae är en korallart som beskrevs av Kükenthal 1908. Acabaria valdiviae ingår i släktet Acabaria och familjen Melithaeidae. Inga underarter finns listade i Catalogue of Life.